# 卓溪
卓溪位於台灣東部，為秀姑巒溪的支流，流域分佈於花蓮縣南部，包括玉里鎮西南部及卓溪鄉東部。主流發源於標高2,157公尺的玉里山東南側，向東南流至卓溪附近，轉向東偏北流經中正、卓溪橋、玉興橋，隨後注入秀姑巒溪。

## 外部連結
- 秀姑巒溪主要支流-卓溪 水利署第九河川局 （页面存档备份，存于）
- 轄管河川說明 花蓮縣河川揚塵預警通報資訊平台 （页面存档备份，存于）
- 卓溪河川生態環境營造及景觀規劃(光碟版)＝The Enviornmental Rehabilitation and Landscape Planning for the Zhuo River 經濟部水利署水利規劃試驗所 （页面存档备份，存于）